# Izotacha
Izotacha je myšlená čára spojující místa se stejnými rychlostmi větru, vody a postupu některých meteorologických jevů. Pro izolinii spojující místa se stejnou rychlostí větru se používá také označení izanemona. 
Izotachy, izolinie rychlostí větru můžeme najít na synoptických mapách a ve vertikálních řezech atmosférou, neboť jsou nezbytnou pomůckou v letecké meteorologii.
Izotacha nejrychlejšího proudu se nazývá proudnice.
Někdy jsou izotachy mylně zaměňovány s izochronami.